# Alfred Hardy
Alfred Louis Philippe Hardy (Parigi, 30 novembre 1811 – Parigi, 23 gennaio 1893) è stato un dermatologo francese.

## Biografia
Nel 1836 conseguì il dottorato di medicina a Parigi, dove nel 1839 diventò chef de clinique sotto Pierre Fouquier presso l'Hôpital de la Charité. Nel 1847 ottenne la sua agrégation presso la facoltà di medicina dell'Università di Parigi e quattro anni dopo succedette a Jean Guillaume Auguste Lugol come chef de service presso l'Hôpital Saint-Louis. Per diversi anni insegnò dermatologia presso l'ospedale. Nel 1867 succedette a Jules Béhier alla cattedra di patologia interna all'università, e nel 1876 ebbe la cattedra in medicina clinica all'Hôpital Necker.
Nel 1867 diventò membro dell'Académie nationale de médecine (sezione di terapia). Nel 1889 fu presidente del Primo Congresso Internazionale di Dermatologia e Sifilografia.

## Opere
Nel 1868 pubblicò Clinique photographique de l'Hôpital Saint-Louis, uno dei primi libri sulla dermatologia con fotografie (49 fotografie originali, alcune delle quali colorate a mano).
- Traité élémentaire de pathologie interne (con Jules Béhier) 3 volumi, 1846–55.
- Leçons sur les maladies de la peau professés a l'hôpital St Louis, 1860.
- Leçons sur les maladies dartreuses professées à l'hôpital Saint-Louis, 1862.
- Leçons sur la scrofule et les scrofulides et sur la syphilis et les syphilides professées à l'hôpital Saint-Louis, 1864.[4]
- "The dartrous diathesis, or eczema and its allied affections" : an English translation of Hardy's "Leçons sur.